# Rösbo
Rösbo är en ort i stadsdelen Rödbo (Rödbo socken) i Göteborgs kommun. Fram till 2000 klassades orten av SCB som en småort. Från 2015 avgränsar SCB här åter en småort.
Rösbo ligger strax söder om Lilla Oxhagens busshållplats på nordöstra Hisingen och norr om herrgården Villa Ellesbo. I Rösbo finns en av Göteborgsområdets största bokskogar.